# Zábranské rybníky
Zábranské rybníky jsou soustavou tří lesních rybníků nalézajících se u Opatovického kanálu asi 1,5 km severně od centra města Lázně Bohdaneč v okrese Pardubice. Rybníky jsou využívány pro chov ryb.
Zábranské rybníky tvoří spolu vedlejší NPR Bohdanečský rybník součást Ptačí oblasti Bohdanečský rybník, vyhlášené k ochraně zdejší hnízdní populace chřástala kropenatého.

## Galerie

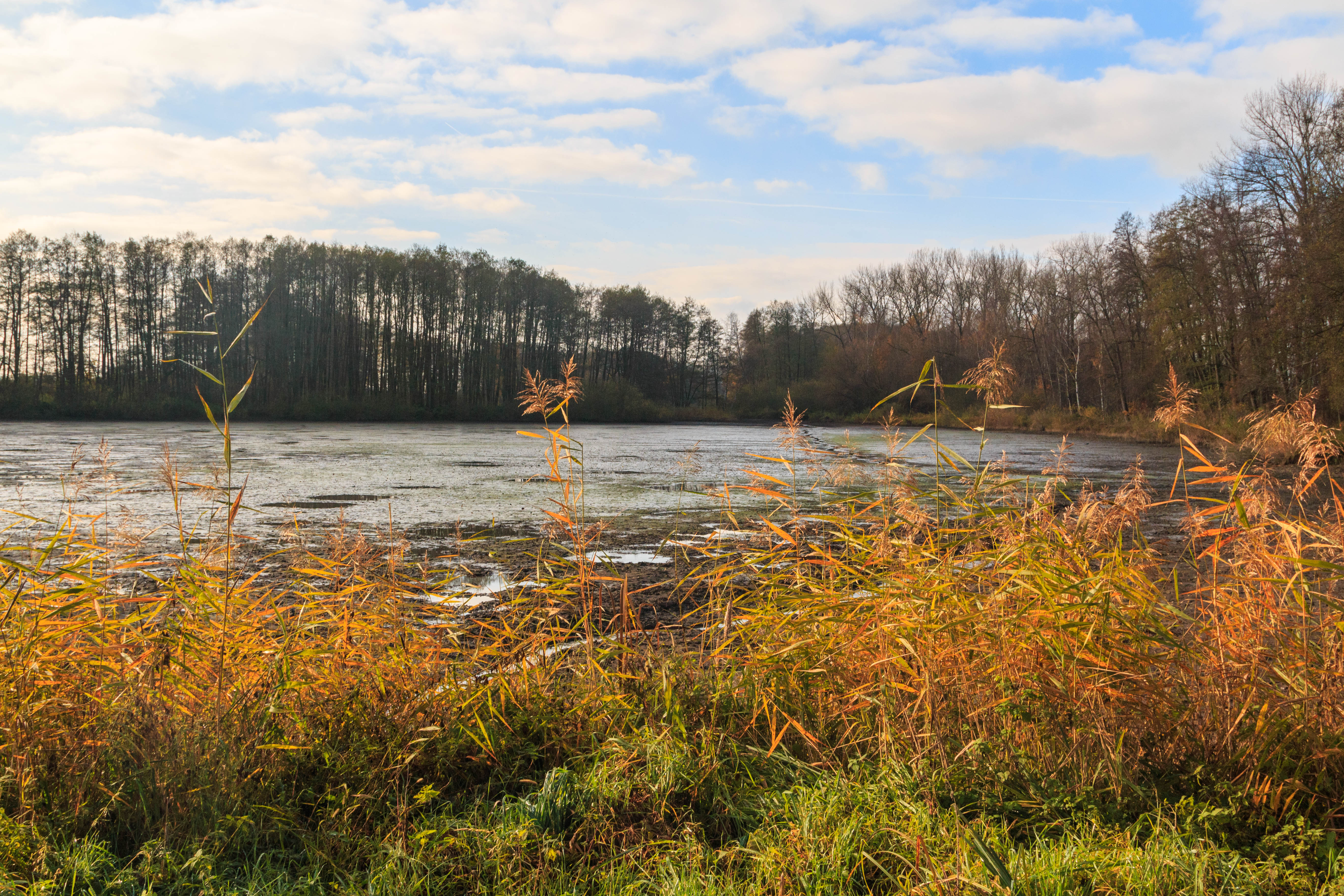
Dolní Zábranský rybník
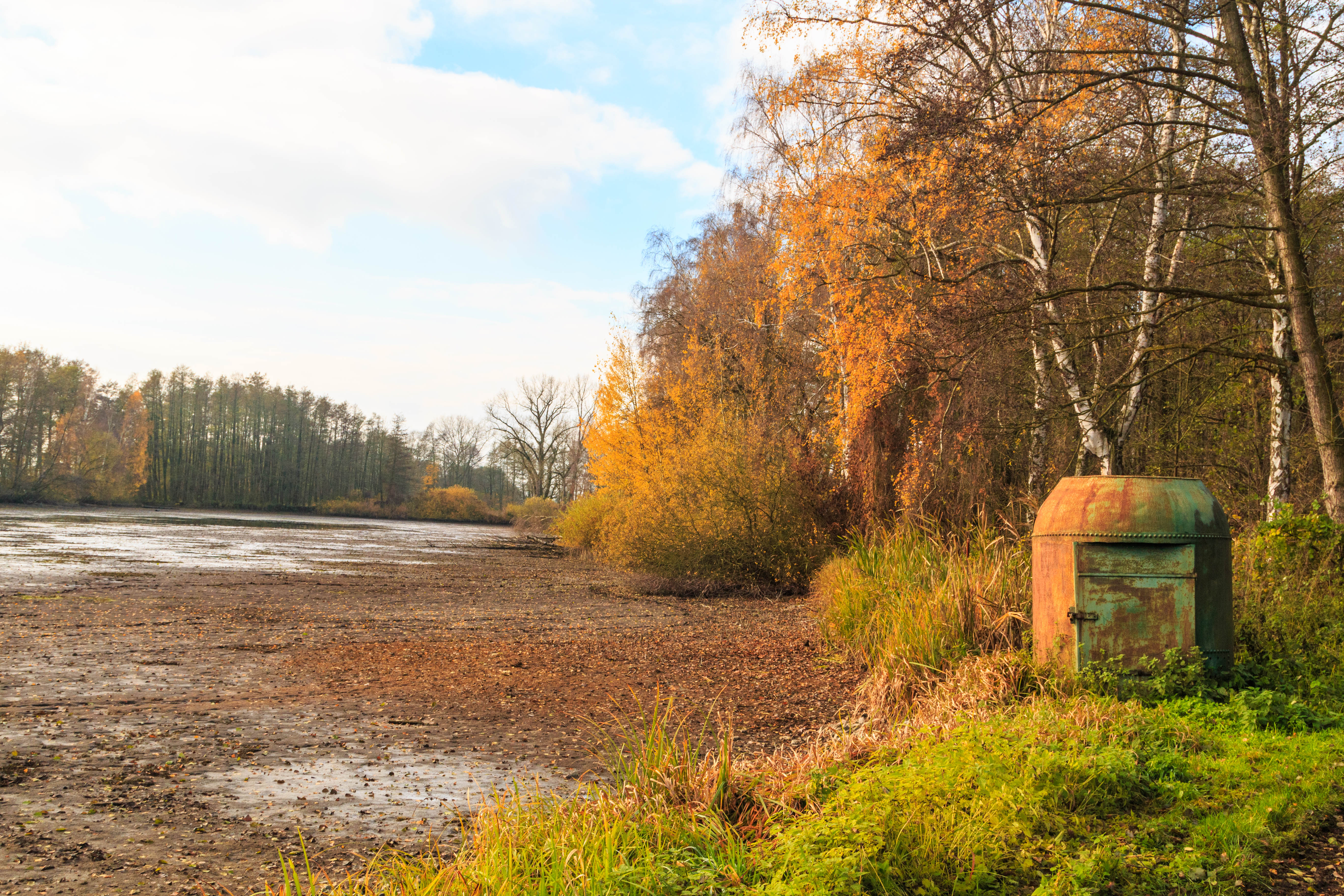
Horní Zábranský rybník
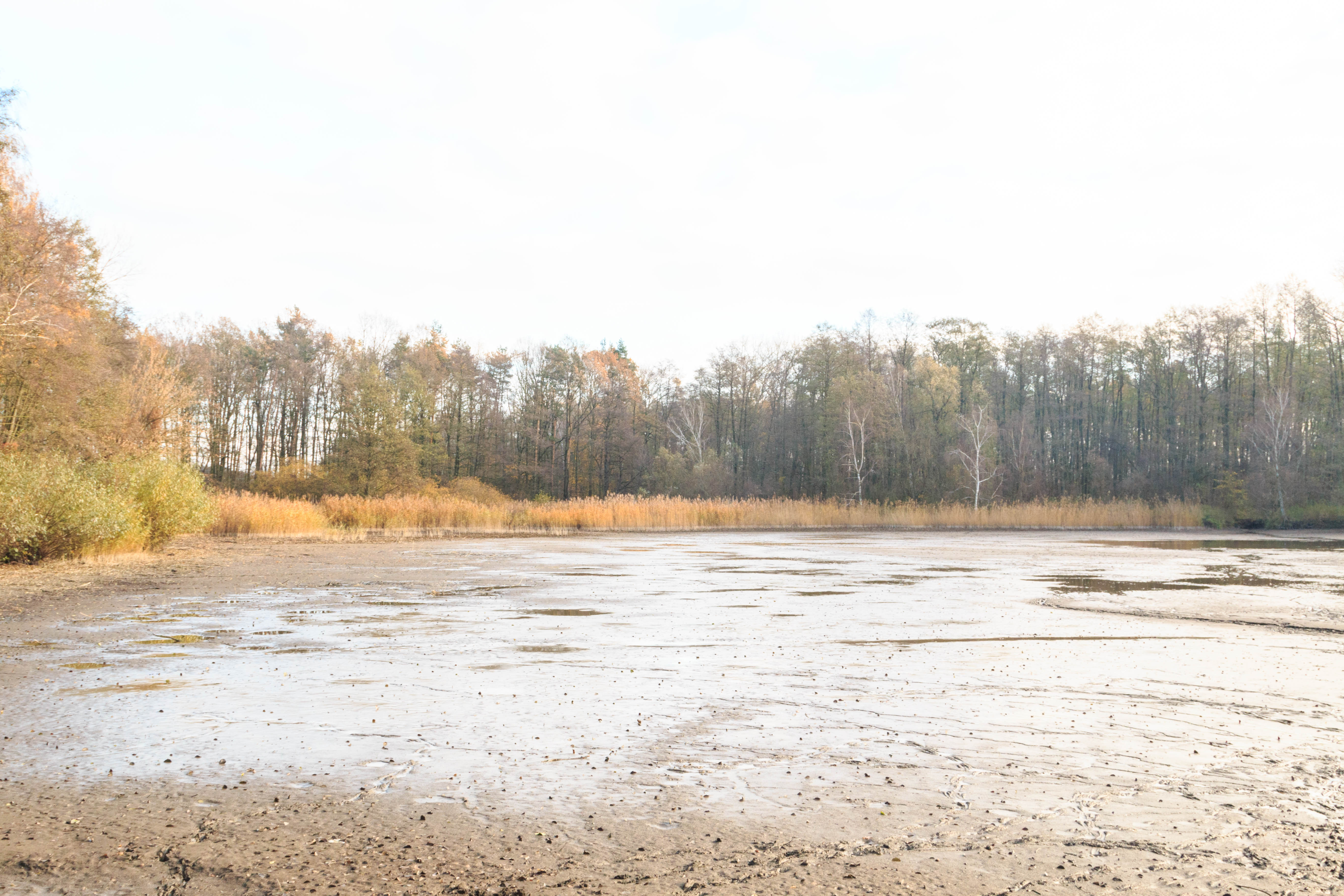
Nový Zábranský rybník